# Chalida Vijitvongthong
Chalida Vijitvongthong (en tailandés: ชาลิดา วิจิตรวงศ์ทอง) también conocida como Mint (มิ้นต์), es una actriz tailandesa conocida por haber interpretado a Cher-Aim Vongvai en la serie Pathapee Leh Ruk y a Kaew en Song Huajai Nee Puea Tur.

## Biografía
Es hija de Somchai Vijitvongthong y Ratchanok Vijitvongthong, tiene tres hermanos menores, uno de ellos es el actor Tanutchai Vijitvongthong.
Tiene ascendencia tailandesa y china.
Estudió en la Universidad Srinakharinwirot Prasarnmit.
Es muy buena amiga de las actrices Natapohn Tameeruks, Peeranee Kongthai y Toey Jarinporn, también es amiga de la actriz Rasri Balenciaga Chirathivat y del actor James Ma.
Desde el 2012 sale con Pupaa Taechanarong.

## Carrera
Firmó un contrato y es miembro de "Channel 3".
En noviembre del 2010 realizó una aparición especial durante el último episodio de la serie Duang Jai Akkanee, donde dio vida por primera vez a Cher-Aim Vongvanitsakunkit/Vongvai.
El 26 de noviembre del mismo año se unió al elenco principal de la serie Pathapee Leh Ruk donde volvió a interpretar a Cher-Aim Vongvai, una joven que busca vengarse de Pathapee "Din" Adisuan (Prin Suparat) y destruir su resort "Thararin", ya que erróneamente culpa por el fracaso de su familia y de quien termina enamorándose, hasta el final de la serie el 10 de diciembre del mismo año.
En diciembre volvió a dar vida a Cher-Aim Vongvanisakunkit-Adisuanrangsan, luego de aparecer como personaje recurrente durante la última entrega de la serie "Four Hearts of the Mountains", Wayupak Montra.
El 13 de agosto del 2011 se unió al elenco de la serie Tawan Deard donde dio vida a Ploy Kwan, la hermana de Phet Roong "Roong" (Urassaya Sperbund), hasta el final de la serie el 18 de septiembre del mismo año.
En octubre del mismo año se unió al elenco de la serie Ruk Pathiharn donde interpretó a Pimnareumon "Mon", una joven que está enamorada de su amigo de la infancia Rawipaat (Alex Rendell), sin embargo ambos protegen sus sentimientos debido a los problemas que existen entre sus familias, hasta el final de la serie el 6 de enero del 2012.
El 14 de diciembre del 2012 se unió al elenco principal de la serie Nuer Mek 2 donde dio vida a Praepailin Nivayakul, la directora en jefe del Instituto de Tecnología Forense de la Oficina de Investigaciones Especiales, hasta el final de la serie el 30 de diciembre del mismo año.
El 15 de junio del 2013 se unió al elenco principal de la serie Khun Chai Ronapee donde interpretó a PiengKwan "Kwan" Janpradub, una joven actriz en ascenso con un corazón fuerte y perseverante, hasta el final de la serie el 7 de julio del mismo año.
En el 2014 se unió al elenco principal de la serie Cubic donde dio vida a Ruthainak "Nak" Ritthivong, la hermana menor de Nanthaka "Nan" Ritthivong (Selina Pearce).

## Filmografía

### Series de televisión
| Año  | Título en Tailandés                        | Título en Inglés                   | Personaje                         | Cadena    | Notas        |
| ---- | ------------------------------------------ | ---------------------------------- | --------------------------------- | --------- | ------------ |
| 2020 | Fah Fak Ruk                                | -                                  | -                                 | Channel 3 |              |
| 2020 | Rim Fung Kloang                            | -                                  | -                                 | Channel 3 |              |
| 2018 | Nuay Lub Salub Love (หน่วยลับสลับเลิฟ)         | -                                  | Nubdao                            | Channel 3 |              |
| 2017 | Sai Tarn Hua Jai (สายธารหัวใจ)              | -                                  | Siriganya                         | Channel 3 | 11 episodios |
| 2017 | Ruk Long Rohng (รักหลงโรง)                  | "Love Lost Theate"                 | Kirana / Kaew / Grand             | Channel 3 |              |
| 2015 | Song Huajai Nee Puea Tur (สองหัวใจนี้เพื่อเธอ)  | "Two Spirit's Love"                | Kewalin "Kaew"                    | Channel 3 |              |
| 2015 | Kaew Ta Warn Jai (แก้วตาหวานใจ)             | "Sweetheart of My Eyes"            | Kaiwarn "Warn" Ruangrit           | Channel 3 |              |
| 2014 | Cubic (คิวบิก)                               | "Cubic"                            | Ruthainak "Nak" Ritthivong        | Channel 3 | 16 episodios |
| 2013 | Khun Chai Ronapee (คุณชายรณพีร์)              | "Gentlemen of Jutathep Series"     | Piangkwan "Kwan" Junpradab        | Channel 3 | 11 episodios |
| 2012 | Nuer Mek 2 (เหนือเมฆ)                       | "Beyond Comparison 2"              | Dr. Praepailin Nivayakul          | Channel 3 | 9 episodios  |
| 2011 | Ruk Pathiharn (รักปาฏิหาริย์)                  | "Miracle of Love"                  | Pimnareumon "Mon" Nawapas         | Channel 3 |              |
| 2011 | Tawan Deard (ตะวันเดือด)                     | "Boiling Sun"                      | Ploy Kwan / Khun Noo              | Channel 3 | 16 episodios |
| 2010 | Wayupak Montra (วายุภัคมนตรา)                | "Wayupak's Enchantment"            | Cher-Aim Vongvanisakunkit-Adisuan | Channel 3 |              |
| 2010 | Pathapee Leh Ruk (วายุภัคมนตรา)              | "Pathapee's Trick"                 | Cher-Aim Vongvanisakunkit-Adisuan | Channel 3 | 7 episodios  |
| 2010 | Duang Jai Akkanee (ดวงใจอัคนี)               | "Akkanee's Heart"                  | Cher-Aim Vongvanisakunkit         | Channel 3 | 1 episodio   |
| 2010 | Wan Jai Gub Nai Jom Ying (หวานใจนายจอมหยิ่ง) | "Miss Sweetheart and Mr. Arrogant" | Kun Phongwalaiporn                | Channel 3 |              |
| 2009 | Dong Poo Dee (ดงผู้ดี)                        | "Blue Blood Territory"             | Pojanee Rattanadechakorn          | Channel 3 |              |
| 2008 | Sood Tae Jai Kwai Kwa (สุดแต่ใจจะไขว่คว้า)     | "As Far as Your Heart Will Reach"  | Pinrom                            | Channel 3 |              |
| 2006 | Tae Jai Ruk Nak Wang Pan (เทใจรัก นักวางแผน) | "Pour Love Planners"               | Ella Misma                        | Channel 3 |              |
| 2006 | Naruk (น่ารัก)                               | "Cute"                             | Kim                               | Channel 3 |              |

### Películas
| Año | Título                     | Personaje | Notas |
| --- | -------------------------- | --------- | ----- |
| -   | Phom Mai Chai Kon Thaeo Ni | -         |       |

### Apariciones en programas de televisión
| Año        | Programa                      | Notas            |
| ---------- | ----------------------------- | ---------------- |
| 2017       | ป๊อกกี้ On The Run - The Reality | invitada         |
| 2015       | Tonight Show                  | junto a James Ma |
| 2013, 2015 | 3 Zaap                        | invitada         |

### Apariciones en videos musicales
| Año  | Artista                             | Canción                | Notas |
| ---- | ----------------------------------- | ---------------------- | ----- |
| 2011 | Soulda (โซลดา)                      | "ความจริงที่ฉันกลัว"        |       |
| 2010 | M Auttapon (aka. M The Star 2)      | "Khon Tee Tur Mai Ruk" |       |
| -    | VieTrio                             | "Yot Num Tah"          |       |
| -    | Supanat "Aof" Chalermchaichareonkij | "แผลเดิม (Old Wounds)"  |       |

### Anuncios
| Año         | Anuncio / Marca               | Notas                                 |
| ----------- | ----------------------------- | ------------------------------------- |
| 2013 - 2014 | Garnier Sakura White          |                                       |
| 2013        | Mistine I Am Collection       | junto a Urassaya Sperbund             |
| 2011        | Mistine BB Oil Control Mousse |                                       |
| 2011        | Tipco (รักกันจริง)               |                                       |
| 2011        | Heartbeat (รู้นะว่ารัก)           | junto a Rattapoom "Film" Toekongsap   |
| 2011        | Cream-O                       |                                       |
| 2011        | Suzuki                        | junto a Potato                        |
| 2011        | Nature Up                     |                                       |
| 2011        | โฆษณา Nesle (ตัวตน)            |                                       |
| 2011        | KFC Buddy Menu in Thailand    | junto a Chaiyapol "New" Pupart        |
| 2009        | Veta Prune Plus               | junto a Kimberly Ann Voltemas y Gypsy |
| 2006        | Mistine Color Pop Brush       |                                       |
| -           | แบรนด์ วีต้า ไม่เข้มข้นเราไม่นอน     |                                       |

### Participación en conciertos
| Año  | Nombre                             | Notas |
| ---- | ---------------------------------- | ----- |
| 2019 | 49th Thai TV3 Anniversary          | [ 6 ] |
| 2017 | Love Is In The Air Charity Concert | [ 7 ] |
| 2016 | 46th Anniversary - Love Mission    |       |
| 2015 | 45th Channel3 Anniversary          | [ 8 ] |

## Premios y nominaciones
| Año  | Categoría                                     | Premio                        | Series                   | Resultado |
| ---- | --------------------------------------------- | ----------------------------- | ------------------------ | --------- |
| 2017 | Best Actress                                  | Be Link Award                 | -                        | Ganó      |
| 2017 | Ship Of the Year (junto a Mario Maurer)       | Maya Award                    | -                        | Ganaron   |
| 2016 | -                                             | Cultural Ambassador Award     | -                        | Ganó      |
| 2016 | Public's Most Favorite Actress                | Maya Award                    | Song Huajai Nee Puea Tur | Nominada  |
| 2016 | Most Popular Actress                          | 13th Sharp Award              | Song Huajai Nee Puea Tur | Nominada  |
| 2016 | Best Actress in a Lakorn                      | 4th National Television Award | Song Huajai Nee Puea Tur | Ganó      |
| 2015 | Actress of the Year                           | True Life Award               | Song Huajai Nee Puea Tur | Nominada  |
| 2015 | Hot Girl of the Year                          | Dara Daily the Great Award    | Song Huajai Nee Puea Tur | Nominada  |
| 2015 | Leading Female Actress of the Year            | Dara Daily the Great Award    | Song Huajai Nee Puea Tur | Nominada  |
| 2014 | Charming Actress                              | Star Light Award              | -                        | Ganó      |
| 2014 | Good Actress                                  | Holiness of the Year Award    | -                        | Ganó      |
| 2014 | Fantasy Couple of the Year (junto a James Ma) | SeeSan Bunterng Award         | Khun Chai Ronapee        | Nominados |
| 2013 | Actress of the Year                           | Clean Bouquet of the Year     | Nuer Mek 2               | Ganó      |
| 2013 | Heart Stabbing Beauty                         | Siam Dara Star Award          | -                        | Ganó      |
| 2013 | 100 Most Spicy                                | 100 Most Spicy Idol           | -                        | Ganó      |
| 2012 | Excellent Teen Years                          | Excellence Award              | -                        | Ganó      |
| 2011 | Best Actress                                  | 3rd Nataraj Award             | Tawan Deard              | Nominada  |
| 2010 | Best Actress                                  | 2nd Nataraj Award             | Pathapee Leh Ruk         | Nominada  |
| 2010 | Best Rising Actress in a Lakorn               | Top Award                     | Pathapee Leh Ruk         | Nominada  |